# Список альпійських вершин за відносною висотою

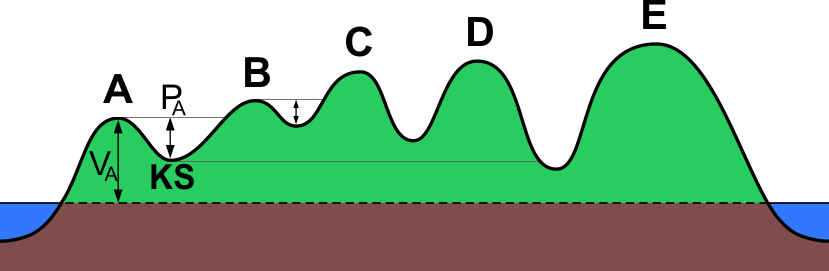
A — вершина (де: VА — її висота, PА — відносна висота), KS — сідло вершини А;
B — вершина з більшою висотою, але меншою відносною висотою ніж у вершини А;
C — Батьківський пік вершини A — найближчий пік з більшою абсолютною та відносною висотами;
D — Острівний батьківський пік вершини A — найвища вершина острова після підняття рівня води до точки KS;
E — фактична найвища вершина острова або континенту (але не батьківська, оскільки вона має більш глибоке (нижче) сідло, ніж КС).

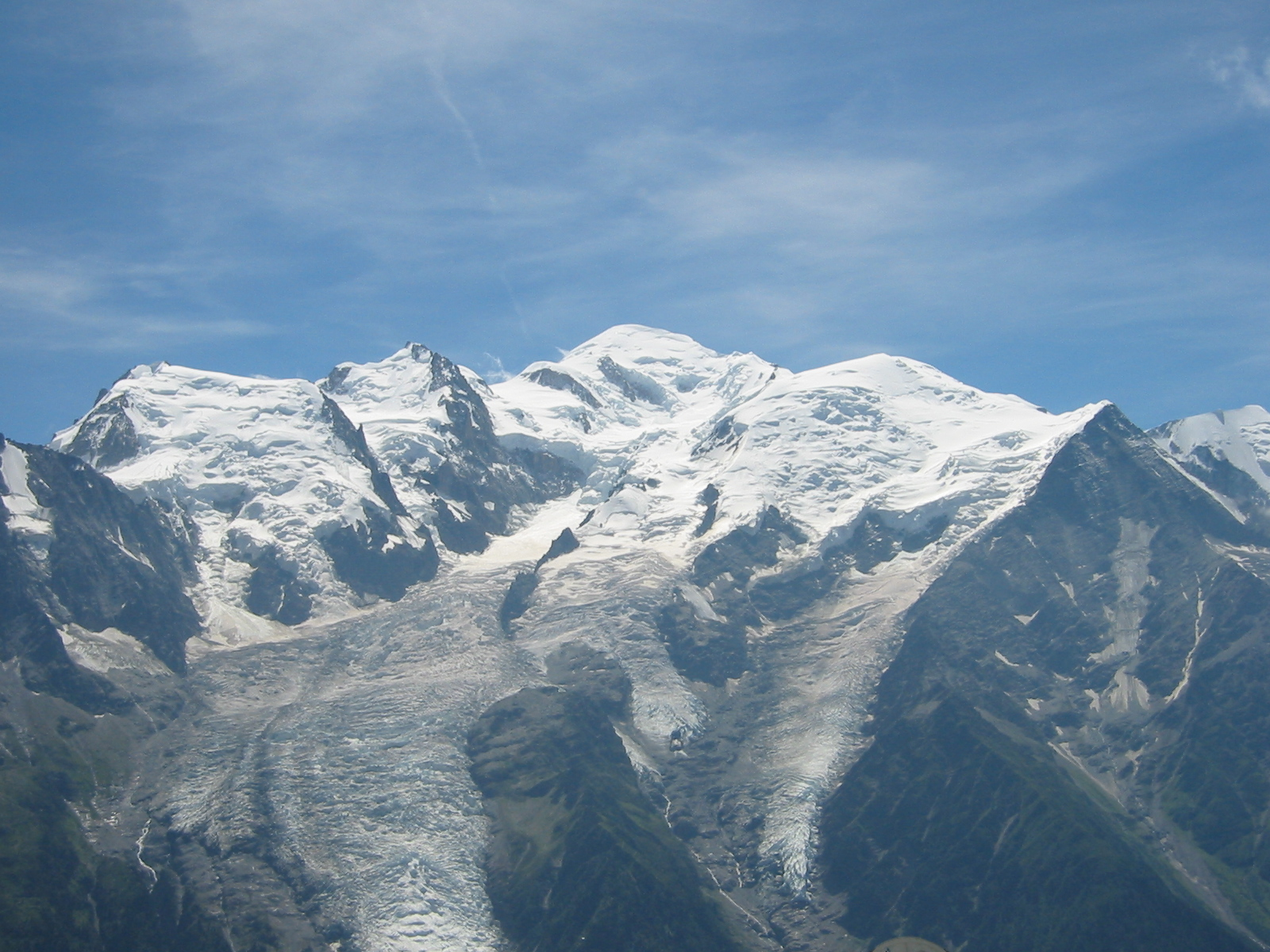
Масив Монблан з вершини Бревент, 2006

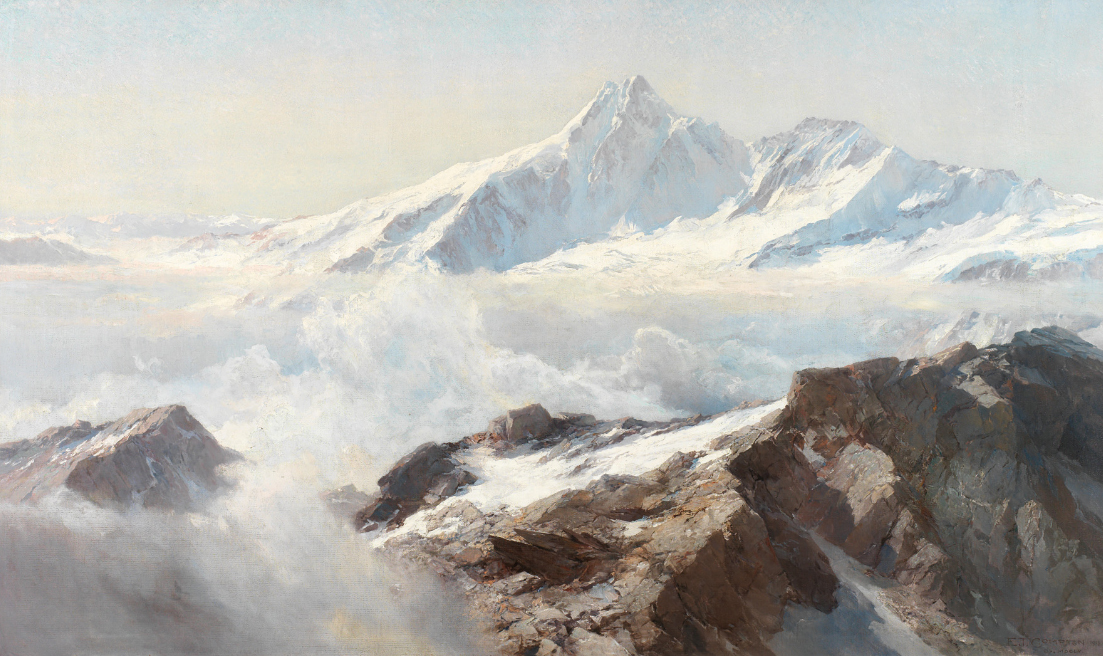
Ґросґлокнер. Картина, олія, 1918

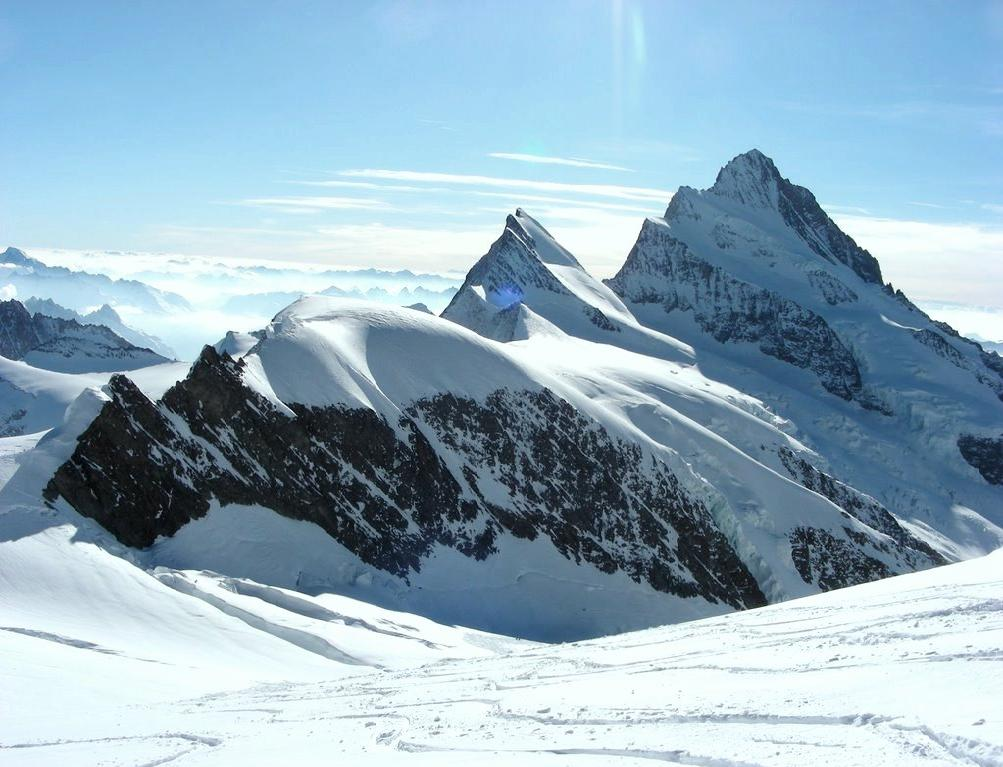
Фінстераархорн (праворуч), 2006

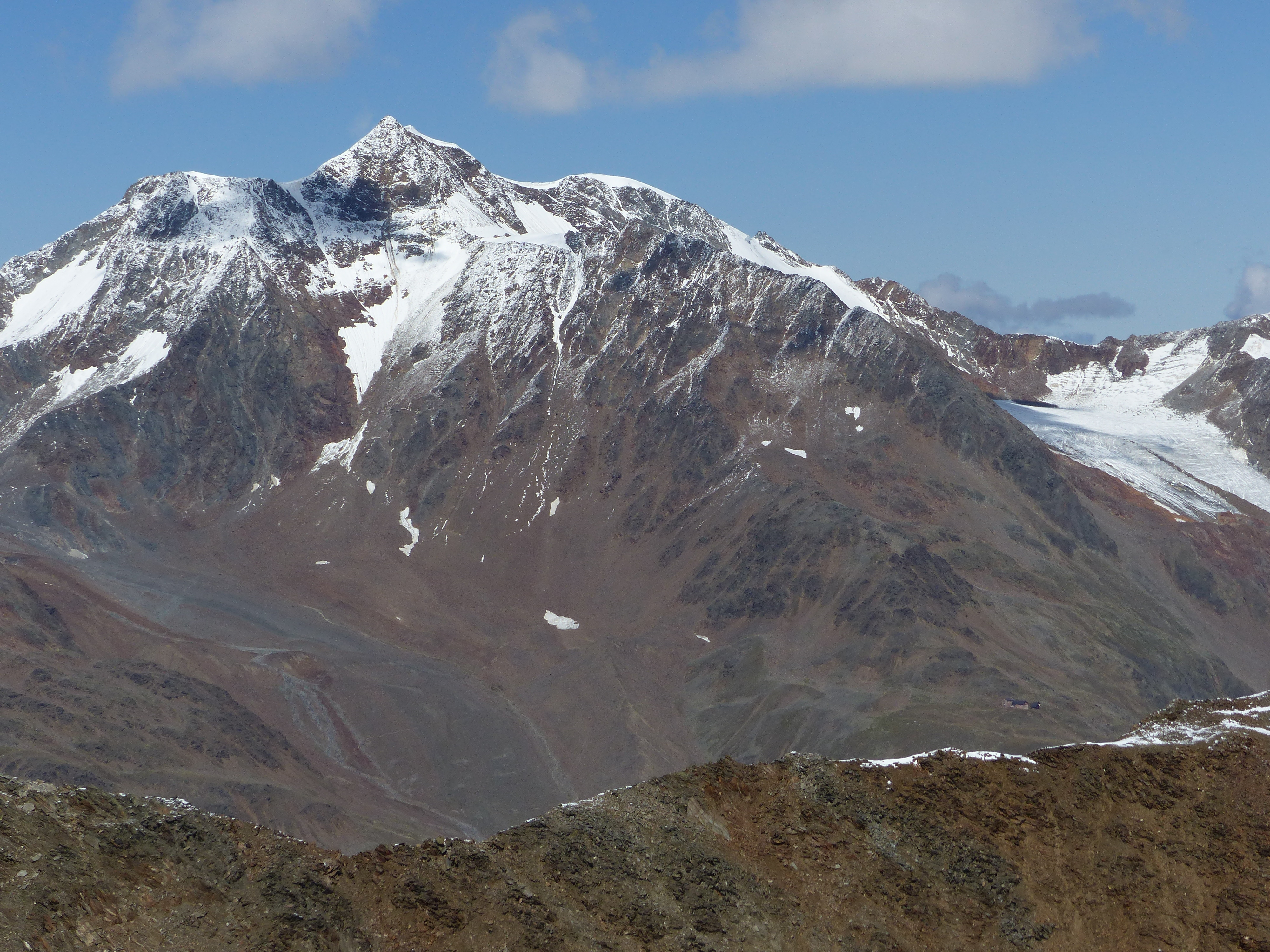
Вільдшпітце, 2015

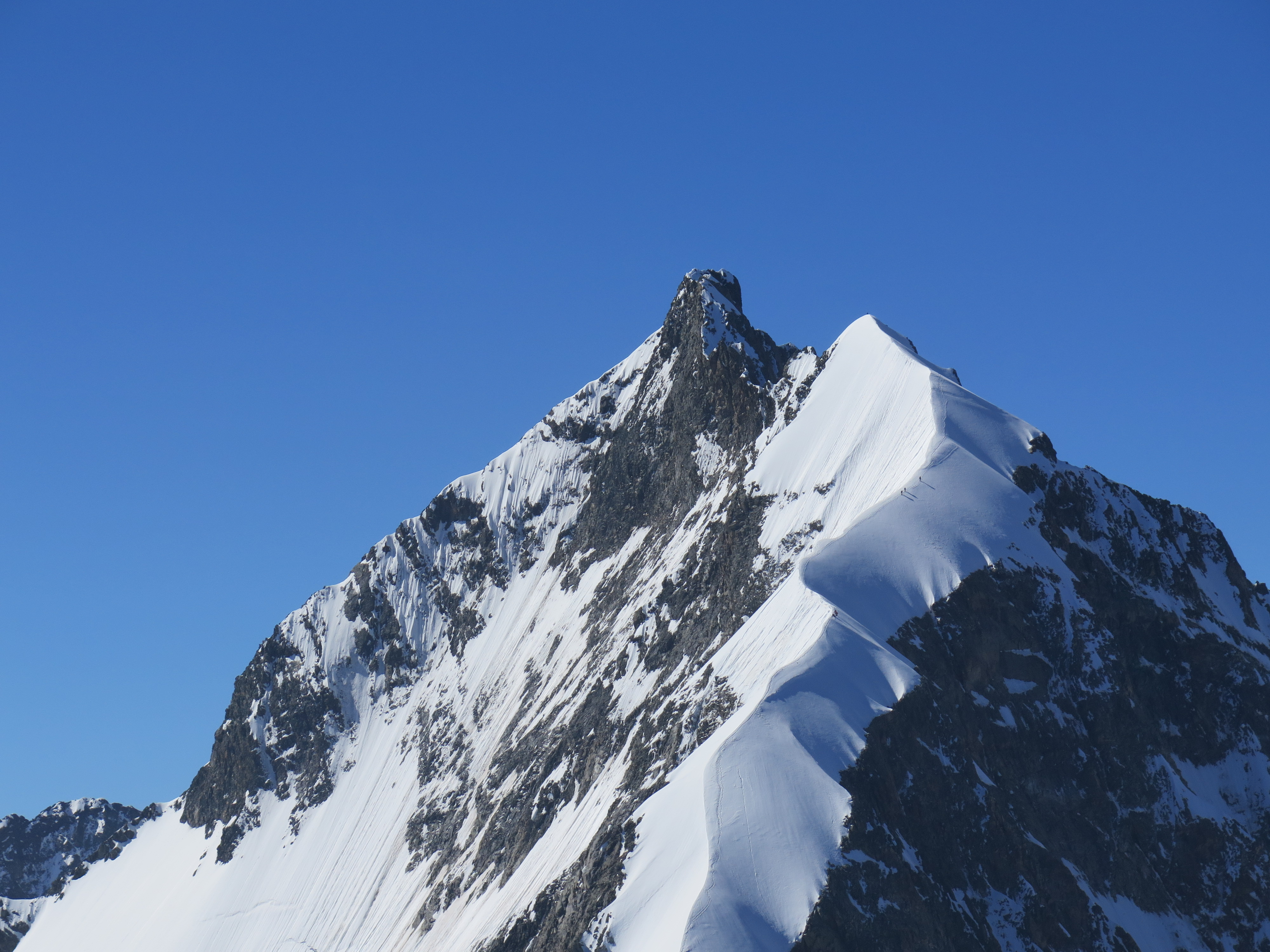
Пік Берніна, 2016

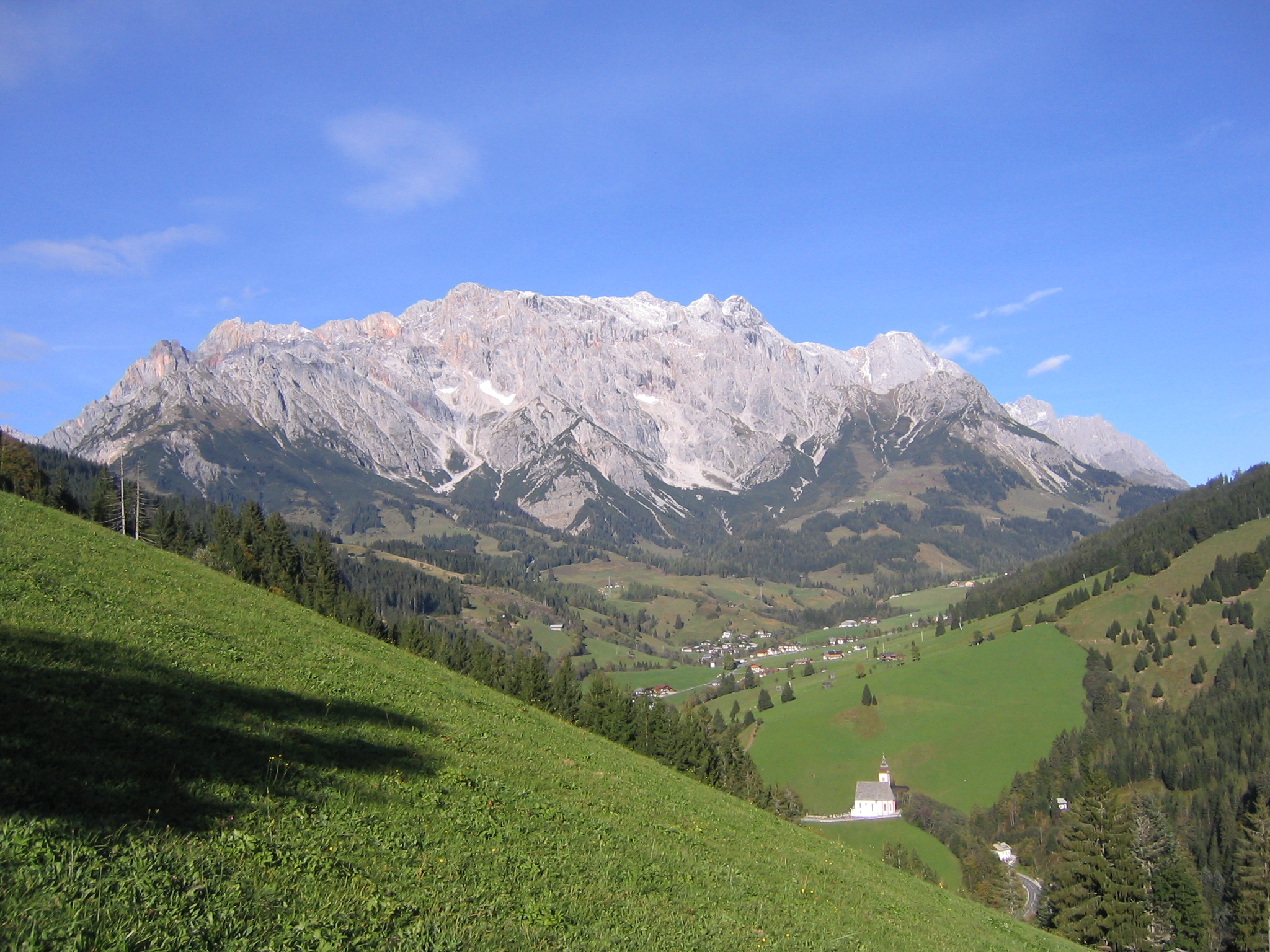
Гора Гохкеніґ, 2006

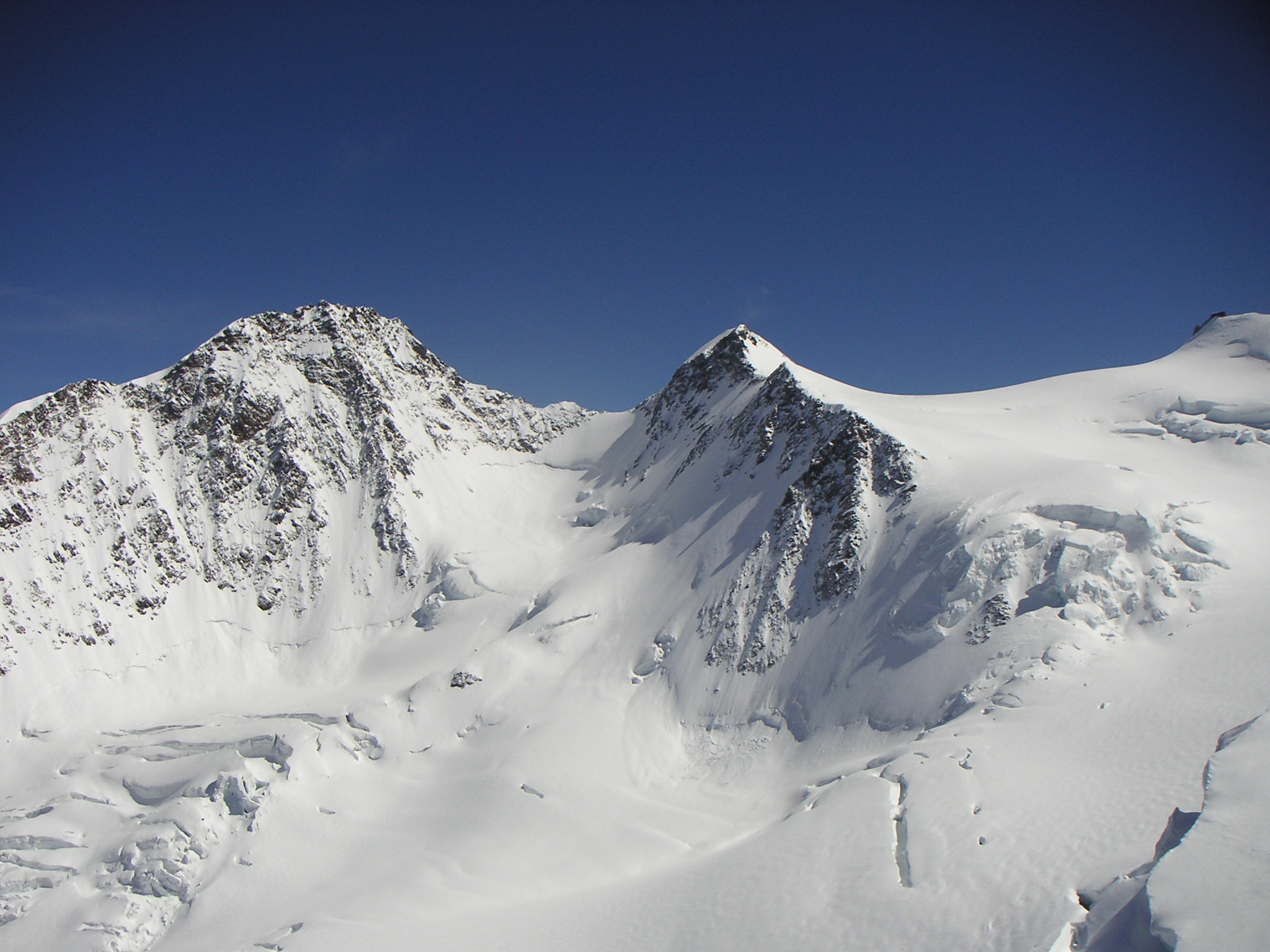
Пік Дюфур, (ліворуч), 2005

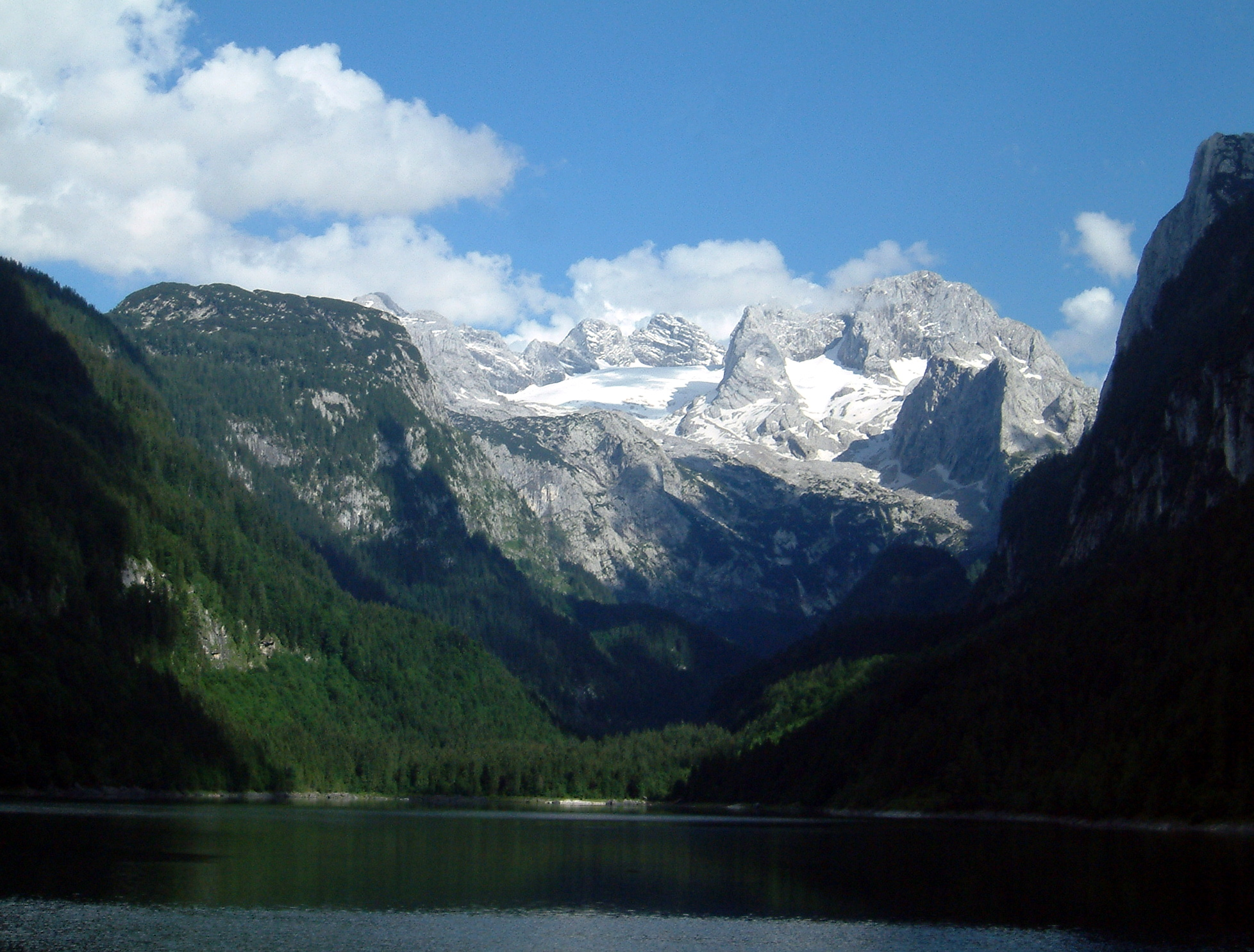
Масив Дахштайн, 2004

Список альпійських вершин за відносною висотою — список відомих гірських найвищих вершин Альп, відсортованих за їх відносною топографічною висотою або відносною висотою вершини, яка становить понад 1500 м («Ультра-піки»).

## Загальні відомості
Деякі знамениті вершини, такі як Маттергорн та Айгер, не є «Ультра-піками», тому що Маттергорн має відносну висоту меншу за 1500 м, а Айгер — менше 500 м і є однією з вершин гори Мьонх, таким чином ці вершини, не досягають достатньої топографічної значимості і не ввійшли у цей список.

## Альпійські ультра-піки
Умовні позначення до таблиці
- Колонка «Сідло» означає найнижчу висоту, до якої треба спуститися з вершини, щоб піднятися на вершину з більшою висотою.
- Колонка «Батьківська гора»:
  - Батьківський пік вершини — найближчий пік з більшою абсолютною та відносною висотами позначений індексом — «1»;
  - Острівний батьківський пік вершини — найвища вершина острова після підняття рівня води до точки сідловини цієї вершини (KS) позначений індексом — «2»;
  - Монблан скорочено позначено — «МБ»;

| №  | Вершина            | Розташування       | Висота (м) | Відносна висота (м) | Сідло (м) | Розташування сідла                 | Батьківська гора      |
| -- | ------------------ | ------------------ | ---------- | ------------------- | --------- | ---------------------------------- | --------------------- |
| 1  | Монблан            | Франція, Італія    | 4810       | 4697                | 113       | Волго-Балтійський канал            | Еверест               |
| 2  | Ґросґлокнер        | Австрія            | 3798       | 2423                | 1375      | перевал Бреннер                    | Монблан               |
| 3  | Фінстераархорн     | Швейцарія          | 4274       | 2280                | 1994      | біля перевалу Семпіоне             | Монблан               |
| 4  | Вільдшпітце        | Австрія            | 3768       | 2261                | 1507      | перевал Ресчен                     | Фінстераархорн1 / МБ2 |
| 5  | Пік Берніна        | Швейцарія          | 4049       | 2234                | 1815      | біля перевалу Малоя                | Фінстераархорн1 / МБ2 |
| 6  | Гохконіґ           | Австрія            | 2941       | 2181                | 760       | біля містечка Майсгофен            | Ґросґлокнер1 / МБ2    |
| 7  | Дюфур (Монте-Роза) | Швейцарія          | 4634       | 2165                | 2469      | пер. Великий Сен-Бернар            | Монблан               |
| 8  | Дахштайн           | Австрія            | 2995       | 2136                | 859       | Ебен-ім-Понгау                     | Ґросґлокнер1 / МБ2    |
| 9  | Мармолада          | Італія             | 3343       | 2131                | 1212      | Добб'яко                           | Ґросґлокнер1 / МБ2    |
| 10 | Монте Візо         | Італія             | 3841       | 2062                | 1779      | перевал Ечель                      | Монблан               |
| 11 | Триглав            | Словенія           | 2864       | 2052                | 812       | перевал Кампороссо                 | Мармолада1 / МБ2      |
| 12 | Барр-дез-Екрен     | Франція            | 4102       | 2045                | 2057      | сідло Лотарет                      | Монблан               |
| 13 | Саунтіс            | Швейцарія          | 2503       | 2021                | 482       | «Святий хрест» у Мелсі             | Фінстераархорн1 / МБ2 |
| 14 | Ортлер             | Італія             | 3905       | 1953                | 1952      | перевал Фраеле                     | Пік Берніна           |
| 15 | Монбалдо           | Італія             | 2218       | 1950                | 268       | первал Сан-Джованні в Наго-Торболе | Ортлер1 / МБ2         |
| 16 | Гран-Парадізо      | Італія             | 4061       | 1891                | 2170      | біля пер. Малий Сен-Бернар         | Монблан               |
| 17 | Пік Кока           | Італія             | 3050       | 1878                | 1172      | Априка                             | Ортлер1 / МБ2         |
| 18 | Кіма-Додічі        | Італія             | 2336       | 1874                | 462       | Перджине-Вальсугана                | Мармолада1 / МБ2      |
| 19 | Дентс-ду-Міді      | Швейцарія          | 3257       | 1796                | 1461      | пер. Де-Монтетс                    | Монблан               |
| 20 | Хамехауде          | Франція            | 2082       | 1771                | 311       | Шамбері                            | Монблан               |
| 21 | Цугшпітце          | Німеччина, Австрія | 2962       | 1746                | 1216      | біля пер. Ферн                     | Фінстераархорн1 / МБ2 |
| 22 | Антелао            | Італія             | 3264       | 1735                | 1529      | пер. Симабанче                     | Мармолада             |
| 23 | Аркалод            | Франція            | 2217       | 1713                | 504       | мун. Фаверж                        | Монблан               |
| 24 | Ґрінтовець         | Словенія           | 2558       | 1706                | 852       | Ратече                             | Триглав               |
| 25 | Ґросер-Прєл        | Австрія            | 2515       | 1700                | 810       | комуна Пихль-Кайниш                | Дахштайн1 / МБ2       |
| 26 | Ґринья             | Італія             | 2409       | 1686                | 723       | мун. Баллабіо                      | Пік Кока1 / МБ2       |
| 27 | Монт-Бондоне       | Італія             | 2180       | 1679                | 501       | мун. Тренто                        | Ортлер1 / МБ2         |
| 28 | Пресанела          | Італія             | 3558       | 1676                | 1882      | пер. Тонал                         | Ортлер                |
| 29 | Бірнхорн           | Австрія            | 2634       | 1665                | 969       | Гохфільцен                         | Ґросґлокнер1 / МБ2    |
| 30 | Кол-Нудо           | Італія             | 2471       | 1644                | 827       | перевал Сан-Освальд                | Антелао1 / МБ2        |
| 31 | Пойнт Персе        | Франція            | 2750       | 1643                | 1107      | пер. д'Арбон в Межев               | Монблан               |
| 32 | Джо-ді-Монтансіо   | Італія             | 2753       | 1597                | 1156      | пер. Преділ                        | Триглав               |
| 33 | Молталер Полінік   | Австрія            | 2784       | 1579                | 1205      | пер. Іселсберґ                     | Ґросґлокнер1 / МБ2    |
| 34 | Тоуді              | Швейцарія          | 3614       | 1570                | 2044      | пер. Оберальп                      | Фінстераархорн        |
| 35 | Бірккар-пік        | Австрія            | 2749       | 1564                | 1185      | сідло Зефельд                      | Цугшпітце1 / МБ2      |
| 36 | Елмайєр-Галт       | Австрія            | 2344       | 1551                | 793       | біля Елльмау                       | Ґросґлокнер1 / МБ2    |
| 37 | Гран-Тет-де-Обіу   | Франція            | 2790       | 1542                | 1248      | пер. Баярд                         | Барр-дез-Екрен1 / МБ2 |
| 38 | Кім-Тоса           | Італія             | 3173       | 1521                | 1652      | біля Карло-Магно                   | Пресанела1 / МБ2      |
| 39 | Гохтор             | Австрія            | 2369       | 1520                | 849       | пер. Шобер                         | Ґросґлокнер1 / МБ2    |
| 40 | Ґріммінґ           | Австрія            | 2351       | 1518                | 833       | біля комуни Таупліц                | Ґросер-Прєл           |
| 41 | Гран-Комбін        | Швейцарія          | 4314       | 1517                | 2797      | Фенетр-де-Дюранд                   | Монте-Роза            |
| 42 | Ла-Турніт          | Франція            | 2351       | 1514                | 837       | пер. Дю-Маре                       | Пойнт Персе1 / МБ2    |
| 43 | Зірбіцкоґель       | Австрія            | 2396       | 1502                | 894       | сідло Неймаркер                    | Ґросґлокнер1 / МБ2    |
| 44 | Піз-Кеш            | Швейцарія          | 3418       | 1502                | 1916      | пер. Лукманьєр                     | Фінстераархорн1 / МБ2 |